# Kxoe jezik
Kxoe jezik (khwe, ǃHukwe, hukwe, black bushman, cazama, glanda-khwe, schekere, vazama, zama, mbara kwengo, “barakwena” “barakwengo”, khoe, kxoedam, “mbarakwena”, “water bushmen”, Xuhwe, xu, xun; ISO 639-3: xuu), jezik kojsanske porodice kojim govori oko 7 990 ljudi u zemljama južne Afrike, većinom u Namibiji, 4 000; 1 800 u Bocvani (2004 R. Cook); 1 100 u Južnoafričkoj Republici (2000; Smithsdrift); 790 u Angoli (2000); 300 u Zambiji (2006).
Govori se više dijalekata, u Zambiji ǁXo-Kxoe; u Južnoafričkoj Republici ǁAni, Kxoedam; u Bocvani: Buga-Kxoe (Boga, Buga-Khwe, Bukakhwe, “River Bushman”, ǁAnikxoe, ǁAni-Khoe, Tannekwe, Gani-Khwe); u Angoli Buma-Kxoe; u Namibiji: ǁXo-Kxoe, ǁXom-Kxoe, Buma-Kxoe, Buga-Kxoe.

## Vanjske poveznice
- Ethnologue (14th)
- Ethnologue (15th)